# Hikky Burr
Hikky Burr è un brano musicale scritto ed interpretato da Quincy Jones e Bill Cosby. Nominata al premio Grammy, la canzone era la sigla di testa della sitcom The Bill Cosby Show, e venne pubblicata su singolo nel 1969. È nota per il testo nonsense. Nel 1971 fu inclusa nell'album Smackwater Jack di Jones. Il brano apparve anche negli album The Original Jam Sessions 1969 e The Best of Bill Cosby: 20th Century Masters Millennium Collection.

## Tracce
UNI Records – 55184
1. Hikky Burr-Part One - 2:35
2. Hikky Burr-Part Two - 2:39